# Фукада, Эйми
Фукада Эйми (яп. 深田えいみ; род. 18 марта 1998 года в префектуре Тотиги (по другой версии в Сайтама), Япония) — японская порноактриса, бизнесмен, блогер, бывшая айдол-исполнительница.

## Биография
В 2016 году стала активисткой айдол-группы «B Girl Warrior Gofaiger» (Amami Kokoro), но группа приостановила свою деятельность уже через три месяца.
В феврале 2017 года снялась в фильмах для взрослых, заключив эксклюзивный контракт с SOD Create «Seishun Jidai». В мае того же года контракт закончился, с тех пор она работает индивидуально. После этого у неё был полугодовой перерыв в работе, во время которого она сделала пластическую операцию и увеличила грудь. В своей книге она рассказала, что у неё были комплексы по поводу своего лица, и она дебютировала в AV, чтобы заработать деньги на пластическую операцию.
В ноябре 2018 года она дебютировала уже как Эйми Фукада, попав на обложку апрельского номера журнала FANZA.
С 2019 года Эйми сама пишет сценарии для собственных съёмок с частотой примерно один в месяц.
В феврале 2020 года она получила награду за лучшую женскую роль на конкурсе Erodemy Award 2020, выбрана Weekly Playboy и AV. В том же году «Эта актриса AV потрясающая! Зима 2020», объявленная в апрельском выпуске журнала FANZA, заняла первое место среди актрис.
В июле 2020 года она была назначена 4-й девушкой Иберто вместе с Сёко Такахаси и Цумуги Акари.
В августе 2020 года ежемесячник FANZA добавил её в первое место в рейтинге актрис AV первой половины 2020 года, а затем, с формулировкой «Эта актриса AV потрясающая! Лето 2020», она заняла 2-е место в категории актрис. В декабре 2020 года читательское голосование за «Самая сильная сексуальная актриса FLASH 2020 BEST 100» определило ей 1-е место.
В январе 2021 года был открыт новый официальный канал на YouTube, который занял 3-е место в рейтинге влиятельных лиц по итогам первой половине 2021 года. Заняла 13-е место на всеобщих выборах SEXY Active AV Actress 2021 Asahi Entertainment, объявленных в апреле 2021 года. Также Фукада попала в «Рейтинг сексуальных актрис FLASH 2021», заняв 19-е место по голосам зрителей.
Стала эксклюзивной актрисой Moody’s в 2021 году. Заняла второе место в рейтинге «10 лучших зарегистрированных новичков-YouTuber 2021 года», объявленном Ebiry Co., Ltd. в конце того же года.
В мае 2022 года заняла 7-е место в Asahi Performing Arts «2022 Active AV Actress SEXY General Elections».

## Публикации
- セクシー女優 深田えいみのお悩み相談（2020年3月2日[16] — 7月23日、KAI-YOU）
- ツイッタランドの大喜利お姉さん深田えいみの秘密（2020年10月28日、講談社）ISBN 978-4065217436
- 大喜利お姉さん深田えいみの人生相談室（2021年2月17日、KADOKAWA）ISBN 978-4046801364
- フツーにえいみ、フツーのえいみ（2021年3月18日、主婦の友社）ISBN 978-4074460557[17]
- Eimiest　豪華愛蔵版（2021年4月25日、彩文館出版、撮影：斉木弘吉）ISBN 978-4775606377